# Пионерлагерь «Метростроя»
Пионерлагерь «Метростроя» — деревня в Жуковском районе Калужской области, в составе сельского поселения «Совхоз Победа».

## География
Расположена на севере Калужской области, по обеим берегам реки Истьи, на административной границе Жуковского и Боровского районов. Рядом населённые пункты: Совхоз «Победа», Скуратово. 

## Климат
Умеренно-континентальный с выраженными сезонами года: умеренно жаркое и влажное лето, умеренно холодная зима с устойчивым снежным покровом. Средняя температура июля +18 °C, января −9 °C. Теплый период длится в среднем около 220 дней.

## Население
| 2002 | 2010 |
| ---- | ---- |
| 91   | ↘71  |